# ドイル・ダイクス
ドイル・ダイクス（Doyle Dykes、1954年2月23日 - ）は、アメリカ合衆国のアコースティック・ギタリスト。

## バイオグラフィ
フロリダ州ジャクソンヴィルで生まれ育つ。11歳で父から手ほどきを受けながらギターを弾き始め、14歳の時にバリー・ラッキーという名前の船乗りから、サムピックを使ったナッシュヴィル・スタイルのギター奏法をマスターする。ゴスペルコーラスグループのスタンプス・カルテットのツアー・ギタリストとしてキャリアをスタートさせ、その後ナッシュヴィルの有名ラジオ番組「グランド・オール・オプリ」に度々出演するようになる。近年では、レス・ポール、チェット・アトキンス、デュアン・エディ、ピーター・フランプトン、ジョン・フォガティといった著名ミュージシャンとの共演も果たし、2001年春にはモリダイラ楽器主催の「フィンガーピッキングデイ」出演の為に来日した。